# Pratola Serra
Pratola Serra è un comune italiano di 3 520 abitanti della provincia di Avellino in Campania.

## Geografia fisica
Il comune è situato nella valle del fiume Sabato ed è caratterizzato da un territorio collinare. L'abitato è costituito da due centri abitati distinti. Serra di Pratola è la parte più antica del comune, sviluppatasi su un colle attorno al castello medievale.
Il nucleo abitativo di Pratola è posto sulla riva destra del fiume Sabato. Si è sviluppato lungo un'antica strada di collegamento con le Puglie (oggi strada provinciale 371), che rimane l'arteria principale del paese, con i nomi di via Serritiello (nella parte a monte), Corso Vittorio Emanuele (nella parte centrale) e di corso Garibaldi (nella parte a valle). Negli ultimi decenni si è ampiamente sviluppata la frazione di San Michele di Pratola. Altre frazioni sono: Acquaviva, Saudelle, Scoppole e Cocciacavallo.

## Origini del nome
L'etimologia del nome Pratola deriva dal latino pratulum (praticello), al plurale pratula. Dal latino deriva anche il toponimo serra con il significato di collina o altura. Il territorio è stato abitato fin dai tempi preistorici come attestano i numerosi ritrovamenti archeologici.

## Storia
In epoca feudale il territorio appartenne a diverse famiglie feudali. Alla fine del XVI secolo fu acquisito dalla famiglia Tocco di Montemiletto a cui rimase fino all'eversione della feudalità nel 1806.
Il comune odierno è nato nel 1812 dall'unione dei comuni di Pratola e del castello di Serra.
Nel corso della seconda guerra mondiale il comune ebbe molte vittime civili e militari. Il 2 ottobre del 1943 un bombardamento dell'artiglieria tedesca sull'abitato di Pratola provocò la morte di 10 cittadini e il ferimento di molti.
Il comune, che aveva già un discreto passato industriale grazie a una cartiera funzionante fino al 1953, è stato interessato nell'ultimo ventennio del XX secolo da importanti insediamenti industriali. A seguito di una joint venture tra l'Alfa Romeo e la Nissan fu costruito negli anni ottanta uno stabilimento per la produzione di automobili nella parte pianeggiante del comune. A seguito del fallimento commerciale della vettura Arna sullo stesso sito si insediò la Fiat che vi ha costruito un importante impianto per la produzione di motori automobilistici.

### Simboli
Lo stemma e il gonfalone sono stati concessi con decreto del presidente della Repubblica del 6 giugno 1961.
Il gonfalone è un drappo troncato di bianco e di azzurro.

## Monumenti e luoghi di interesse
Nel gennaio del 1981, durante i lavori di scavo per l'installazione di prefabbricati destinati ai terremotati di Pratola Serra, sull'area agricola della contrada Pioppi-Saudelle (per i Pratolani addereto 'o Casino), ossia su tutta la collina adiacente al "Piazzale Mercato", vennero alla luce le strutture murarie di un imponente edificio che alla fine si rivelò essere una chiesa risalente all'epoca longobarda (V-VII secolo).
Dopo un primissimo intervento della Soprintendenza archeologica di Avellino, un secondo lavoro portò alla scoperta, sempre nella stessa area, dei resti di un'antica villa romana con annesso termale.
- Castello di Serra, attualmente inglobato in successive costruzioni dette: Tratti del Castello

## Società

### Evoluzione demografica

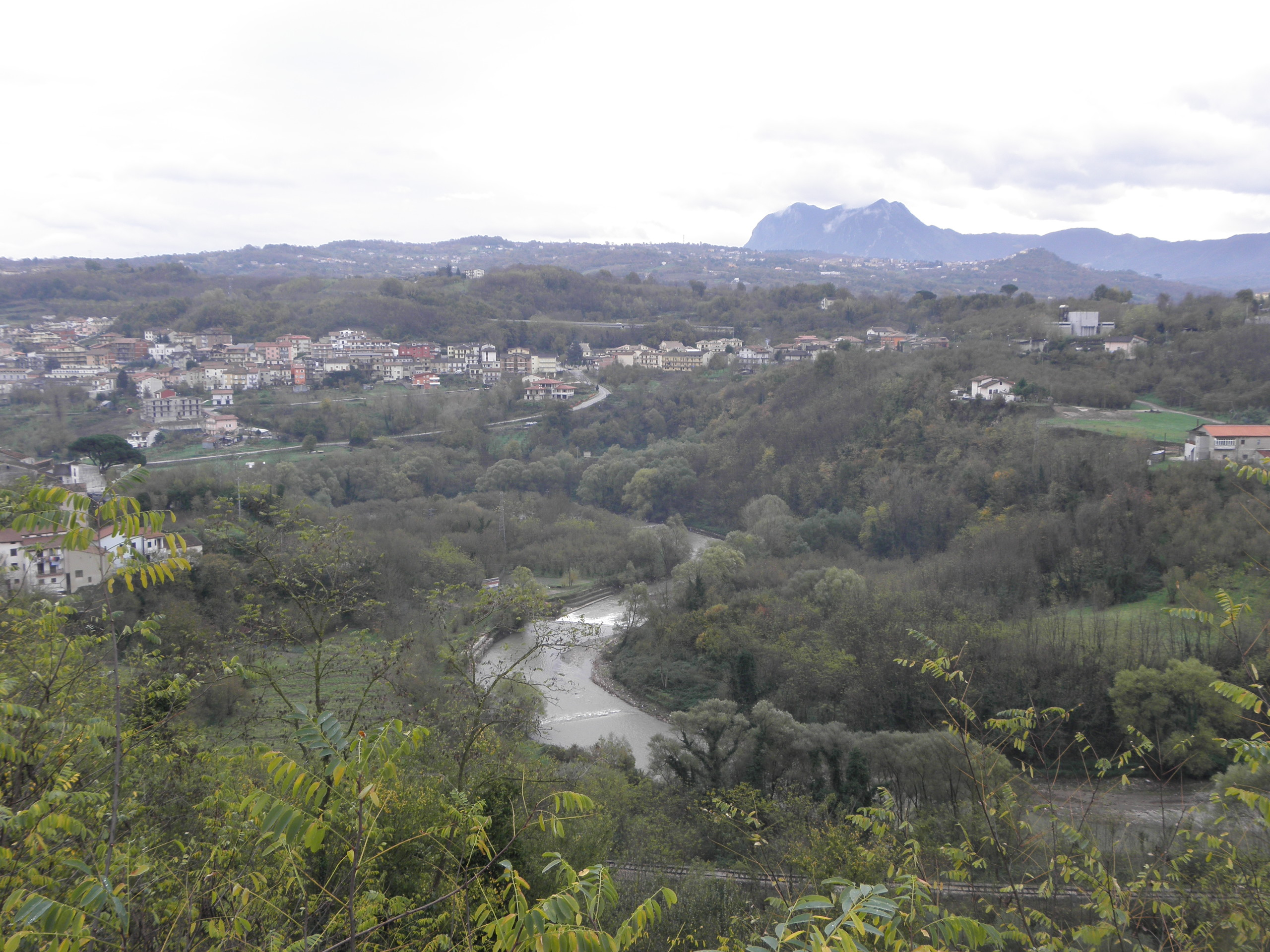
L'abitato di Pratola Serra visto da Prata Principato Ultra

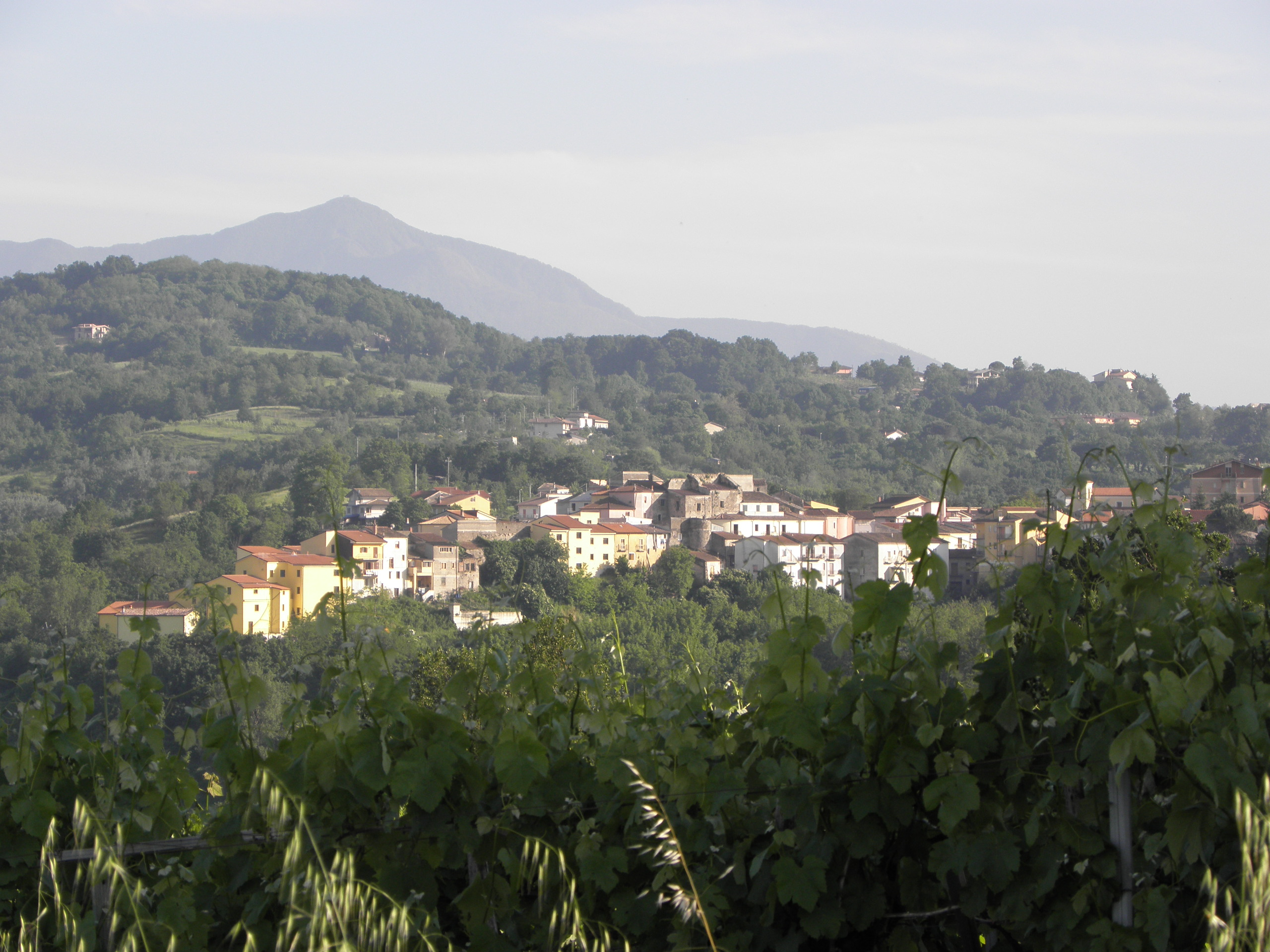
Panorama della frazione Serra di Pratola

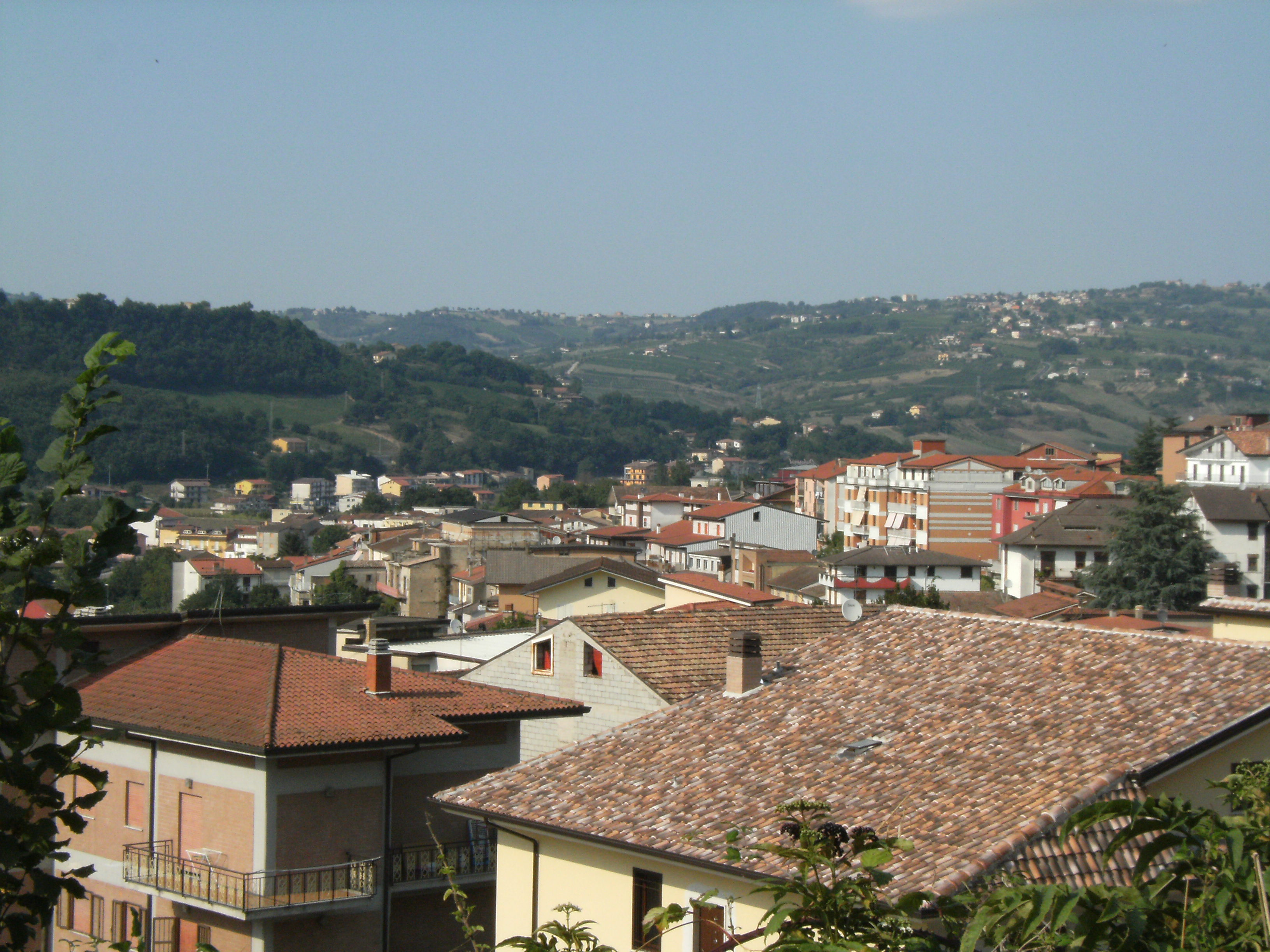
L'abitato di Pratola visto da via Serritiello

Abitanti censiti

### Lingue e dialetti
Accanto alla lingua italiana, a Pratola Serra si parla il dialetto irpino.

### Tradizioni e folclore
Il lunedì dell'Angelo di ogni anno prima della processione in devozione della Madonna di Montevergine e del Cristo Risorto si tiene la Calata degli Angeli: tre bambini, vestiti da angeli, vengono sospesi ad un sostegno di legno tenuto teso da funi tra due abitazioni della centrale via Roma. I bambini elevano un canto dedicato alla Madonna. La tradizione ha avuto inizio ad opera del parroco Teobaldo Acone ispirato dall'identica tradizione che si tiene ogni anno nella frazione Annunziata del comune di Prata di Principato Ultra.
Nel corso della processione dedicata a Santa Lucia che si tiene il 13 dicembre vengono accesi dei falò lungo le strade del paese.
Negli anni recenti si è dato vita alla manifestazione "Puozzi Passà P'a Pratola", una festa che trae ispirazione da un vecchio detto popolare ispirato dal fatto che in passato dalla strada principale di Pratola si raggiungeva il carcere borbonico di Montefusco, e quindi passare per quella strada era una sfortuna. Fino ad ora sono state realizzate 10 edizioni ognuna da 3-4 giorni durante le quali si suona musica popolare per tutto il corso del paese.

## Infrastrutture e trasporti

### Strade
Il comune è interessato dalla strada statale 371 della Valle del Sabato e dalle strade provinciali 61, 126, 224 e 243.

### Ferrovie
Il comune è servito dalla stazione di Prata-Pratola, situata nel comune confinante di Prata di Principato Ultra, sulla ferrovia Benevento-Avellino.

## Amministrazione

### Sindaci
| Periodo          | Periodo          | Primo cittadino                                          | Partito                              | Carica                    | Note |
| ---------------- | ---------------- | -------------------------------------------------------- | ------------------------------------ | ------------------------- | ---- |
| 23 aprile 1995   | 12 giugno 2004   | Giacomo Carpenito                                        | centro-sinistra                      | Sindaco                   |      |
| 13 giugno 2004   | 1º febbraio 2007 | Sabato Polzone                                           | centro-sinistra                      | Sindaco                   |      |
| 19 febbraio 2007 | 27 maggio 2007   | Ines Giannini                                            | -                                    | commissario straordinario |      |
| 28 maggio 2007   | 6 maggio 2012    | Antonio Aufiero                                          | centro-sinistra                      | Sindaco                   |      |
| 7 maggio 2012    | 11 giugno 2017   | Antonio Aufiero                                          | lista civica Terra Nuova             | Sindaco                   |      |
| 11 giugno 2017   | 26 ottobre 2020  | Emanuele Aufiero                                         | lista civica Terra Nuova             | Sindaco                   |      |
| 26 ottobre 2020  | 27 novembre 2022 | Florinda Bevilacqua Giuseppe Mingione Gaetano Tufariello | -                                    | commissione straordinaria |      |
| 27 novembre 2022 | in carica        | Gerardo Galdo                                            | lista civica Uniti per Pratola Serra | Sindaco                   |      |

### Gemellaggi
- Aversa, dal 2010